# Regió de la Mar Negra
|  | Aquest article tracta sobre la regió geogràfica de Turquia. Si cerqueu el cos d'aigua, vegeu «Mar Negra». |

La Regió de la Mar Negra (turc: Karadeniz Bölgesi) és una de les 7 regions geogràfiques de Turquia.
Situada al nord de Turquia, limita amb la Regió de la Màrmara a l'oest, la Regió d'Anatòlia Central al sud, la Regió d'Anatòlia Oriental al sud-est, Geòrgia al nord-est, i la mar Negra al nord.

## Subdivisió
- Secció de la Mar Negra Occidental (turc: Batı Karadeniz Bölümü)
  - Àrea de la Mar Negra Occidental Interior (turc: Batı Karadeniz Ardı Yöresi)
  - Àrea de les Muntanyes de Küre (turc: Küre Dağları Yöresi)
- Secció de la Mar Negra Central (turc: Orta Karadeniz Bölümü)
  - Àrea de les Muntanyes de Canik (turc: Canik Dağları Yöresi)
  - Àrea de la Mar Negra Central Interior (turc: Orta Karadeniz Ardı Yöresi)
- Secció de la Mar Negra Oriental (turc: Doğu Karadeniz Bölümü)
  - Àrea de la Costa de la Mar Negra Oriental (turc: Doğu Karadeniz Ardı Yöresi)
  - Barranc de Kelkit Superior - Çoruh (turc: Yukarı Kelkit - Çoruh Oluğu)

## Ecoregions

### Boscos temperats de frondoses mixtos
- Forests decídues Euxíniques-Còlquides

### Boscos temperats de coníferes
- Boscos coníferes i caducifolis d'Anatòlia Septentrional

## Províncies
Províncies que es troben completament a la Regió de la Mar Negra:
- Amasya
- Bartın
- Giresun
- Kastamonu
- Karabük
- Ordu
- Rize
- Samsun
- Sinop
- Tokat
- Trebisonda
- Zonguldak

Províncies que es troben principalment a la Regió de la Mar Negra:
- Artvin
- Bayburt
- Çorum
- Düzce

Províncies que es troben parcialment a la Regió de la Mar Negra:
- Ankara
- Ardahan
- Çankırı
- Erzincan
- Erzurum
- Sivas
- Yozgat

## Població
La població de la regió de la Mar Negra és de 8.439.213 persones, segons el cens del 2010. 4.137.166 viuen a les ciutats, mentre que 4.301.747 viuen en pobles. Això fa que sigui l'única de les set regions de Turquia on la població rural supera la urbana.
Malgrat que una aclaparadora majoria és turca, a l'est de la regió també viuen lazis, gent que parla la llengua laz que prové de la mateixa família lingüística que el georgià i que durant el període tardà de l'Imperi Otomà van passar de la religió ortodoxa a la religió musulmana juntament amb els georgians musulmans, així com els armenis musulmans coneguts com a hemxenis, i els grecs pòntics, que es varen convertir a l'islam el segle xvii. Si bé una gran comunitat (al voltant del 25% de la població) dels grecs pòntics cristians va romandre a tota la regió del Pont (incloent-hi Trebisonda i Kars al nord-est de Turquia/el Caucas rus) fins als anys vint del segle XX, i en parts de Geòrgia i Armènia fins als anys 2010, conservant els seus propis costums i el seu propi dialecte del grec, la gran majoria des de llavors van abandonar Turquia, principalment anant a Grècia. No obstant això, la majoria dels grecs pòntics musulmans van romandre a Turquia.

## Geografia
La regió de Mar Negra té una costa escarpada, rocallosa, amb rius que cauen a través de les gorges de les serralades costaneres. Uns quants rius més grans, reduïts a través de les Muntanyes Pòntiques (Doğu Karadeniz Dağları) tenen afluents que flueixen en àmplies i elevades conques. L'accés cap a l'interior, des de la costa, està limitat a unes quantes valls estretes, atès que hi ha diverses carenes de muntanyes, amb elevacions de 1.525 a 1.800 metres a l'oest i 3.000 a 4.000 metres a l'est a les Muntanyes de Kaçkar, que formen una paret gairebé intacta que separa la costa de l'interior. Els pendents més alts, orientats cap al nord-oest, tendeixen a ser densament boscosos. A causa d'aquestes condicions naturals, la costa de la mar Negra històricament ha estat aïllada d'Anatòlia.
El clima atlàntic lleu i humit de la costa del Mar Negre fa rendible l'agricultura comercial. Desplaçant-nos des de Zonguldak, a l'oest fins a Rize, a l'est, l'estreta franja costanera s'eixampla en uns quants llocs, formant fèrtils i intensament conreats deltes. L'àrea de Samsun, gairebé a mig camí, és la major productora de tabac de la regió; a l'est trobem nombrosos camps de cítrics. A l'est de Samsun, l'àrea al voltant de Trabzon és cèlebre arreu del món per la seva producció d'avellanes, i més a l'est, la regió de Rize té nombroses plantacions de te. Totes les àrees cultivables, incloent-hi els pendents muntanyosos allà on no siguin massa costeruts, són sembrats o utilitzats com a pastura. La part occidental de la regió de la Mar Negra, especialment l'àrea de Zonguldak, és un centre de la mineria del carbó i la indústria pesant.
Les muntanyes d'Anatòlia del Nord són una cadena interrompuda de sinuosos altiplans, que generalment són paral·lels a la costa de Mar Negra. A l'oest, les muntanyes tendeixen a ser baixes, amb elevacions que rarament excedeixen de 1.500 metres, però anant cap a l'est, els cims depassen els 3.000 metres, ja cap al sud de Rize. Vastes depressions del terreny, semblants a valls i congostos, caracteritzen les muntanyes. Els rius flueixen de les muntanyes cap al Mar Negre. Els pendents del sud, orientats a l'altiplà d'Anatòlia, tenen molt pocs arbres, però als pendents del nord hi trobem densos boscos, tant d'arbrers caducifolis com perennes.

## Clima
La Regió de la Mar Negra gaudeix d'un clima atlàntic (en la classificació climàtica de Köppen: Cfb); amb precipitacions altes i uniformement distribuïdes durant tot l'any. A la costa, els estius són càlids i humits, i els hiverns són frescos i humits. La costa de la Mar Negra rep la quantitat més gran de precipitació i és l'única regió de Turquia que rep altes precipitacions durant tot l'any. La part oriental de la costa té una mitjana 2.500 mil·límetres anuals, la precipitació més alta del país. Les nevades són molt freqüents entre els mesos entre desembre i març, nevant entre una i dues setmanes, i una vegada està nevant pot ser molt dur.
La temperatura de l'aigua a tota la costa turca del Mar Negre sempre és bona i fluctua entre els 8 i els 20 ° C durant tot l'any.

## Turisme
Aquells a qui els desagrada la calor i la humitat de l'estiu a les regions de la Mediterrània i de l'Egeu de Turquia, caça s'escapen a l'altiplà de les muntanyes de la regió de la Mar Negra que estan gairebé permanentment ennuvolats, reben quantitats immenses de pluja i són molt atractius amb una important flora i fauna, boscos, llacs de cràter, cascades, rius, rierols, senderisme de muntanya i natura, ràfting, canoa i esports d'hivern, caça i pesca, esquí d'herba, aigües medicinals i plats típics.